# فضل‌اللهی چودری
فضل‌اللهی چودری (اردو: فضل الہی چودہری) (زاده ۱ ژانویهٔ ۱۹۰۴ – درگذشته ۲ ژوئن ۱۹۸۲) سیاستمدار پاکستانی بود که از سال ۱۹۷۳ تا ۱۹۷۸ قبل از حکومت نظامی به رهبری رئیس ستاد ارتش، ژنرال ضیاءالحق، به عنوان پنجمین رئیس‌جمهور پاکستان خدمت کرد. وی همچنین از سال ۱۹۶۵ تا ۱۹۶۹ به عنوان نایب رئیس مجلس ملی پاکستان و از سال ۱۹۷۲ تا ۱۹۷۳ هشتمین رئیس مجلس ملی پاکستان بود.

## اوایل زندگی
فضل‌الهی چودری در ۱ ژانویه ۱۹۰۴ در یک خانواده با نفوذ پنجابی گوجار در روستای مارالا، در نزدیکی شهر خاریان، ناحیه گجرات در استان پنجاب به دنیا آمد. چودری پس از تحصیلات خود از آنجا، در سال ۱۹۲۰ به دانشگاه معتبر مسلمان علیگر پیوست، مدرک کارشناسی حقوق خود را در حقوق مدنی در سال ۱۹۲۴ دریافت کرد. پس از آن، چودری به پنجاب بازگشت و در دانشکده حقوق و علوم سیاسی دانشگاه پنجاب تحصیل کرد. چودری مدرک کارشناسی ارشد خود را در علوم سیاسی در سال ۱۹۲۵ و مدرک کارشناسی ارشد خود را در رشته حقوق و عدالت در سال ۱۹۲۷ دریافت کرد.
چودری پس از اتمام تحصیلات خود، دفتر حقوقی خود را در لاهور تأسیس کرد و از قانون مدنی و آزادی‌ها دفاع می‌کرد و به گجرات بازگشت و شروع به اجرای قانون مدنی کرد.

## زندگی سیاسی

### سالهای اولیه (۱۹۴۲–۱۹۵۶)
در سال ۱۹۳۰، چودری شروع به علاقه‌مندی به سیاست کرد و در انتخابات عمومی هند در سال ۱۹۳۰ برای هیئت مدیره ناحیه گجرات شرکت کرد و بدون مخالفت انتخاب شد. او در سال ۱۹۴۲ به مسلم لیگ پیوست. در سال ۱۹۴۵ از گجرات به عنوان رئیس مسلم لیگ انتخاب شد. او در انتخابات ایالتی هند در سال ۱۹۴۶ در لیست مسلم لیگ شرکت کرد و نقش مهمی در تبلیغ عقاید مسلم لیگ در بین مردم منطقه خود داشت. پس از استقلال پاکستان، منصب پارلمانی به وی داده شد و در کابینه لیاقت علی خان قرار گرفت و به عنوان وزیر آموزش و پرورش و بهداشت مشغول به کار شد.
او در سال ۱۹۵۱ به هیئت نماینده دائم پاکستان در سازمان ملل پیوست در سال ۱۹۵۱، او در انتخابات مجلس قانونگذاری پنجاب در لیست مسلم لیگ شرکت کرد و به عنوان عضو مجلس پنجاب انتخاب شد. او در سال ۱۹۵۲ نماینده پاکستان در سازمان ملل بود.

### نقش سخنران و معاون سخنران (۱۹۵۶–۱۹۷۲)
در انتخابات سال ۱۹۵۶ به عنوان عضو مجلس غرب پاکستان انتخاب شد. چودری به عنوان اولین رئیس مجلس قانونگذاری پاکستان غربی از ۲۰ می ۱۹۵۶ تا ۷ اکتبر ۱۹۵۸ خدمت کرد. در سال ۱۹۶۲، زمانی که ایوب خان انتخابات را اعلام کرد، با توجه به تجربه و دانشی که از روند پارلمان داشت، به عنوان معاون رهبر مخالفان مجلس انتخاب شد. چودری به کنوانسیون مسلم لیگ پیوست و پس از انتخابات ریاست جمهوری ۱۹۶۵، به عنوان معاون رئیس مجلس ملی انتخاب شد و تا سال ۱۹۶۹ در این سمت بود
او در سال ۱۹۷۰ به عنوان عضو مجلس ملی بر اساس برگه حزب مردم پاکستان انتخاب شد و بعداً در سال ۱۹۷۲ به عنوان رئیس مجلس ملی انتخاب شد او در نهایت به حزب مردم پاکستان پیوست.

### رئیس‌جمهور پاکستان (۱۹۷۳–۱۹۷۸)
او در انتخابات ریاست جمهوری ۱۹۷۳ علیه خان امیرزاده خان از NAP و تمام احزاب مخالف شرکت کرد و در سال ۱۹۷۳ به عنوان رئیس‌جمهور انتخاب شد (با ۱۳۹ رای در مقابل ۴۵ رای خان)، زمانی که ذوالفقار علی بوتو، رئیس حزب مردم پاکستان، نخست‌وزیر شد. او اولین رئیس‌جمهور پنجابی پاکستان بود.
چودری تا حد زیادی یک رئیس تشریفاتی بود و اولین رئیس‌جمهور پاکستان بود که قدرت کمتری نسبت به نخست‌وزیر داشت. این به دلیل قانون اساسی جدید ۱۹۷۳ بود که اختیارات بیشتری به نخست‌وزیر داد. پیش از این، رئیس‌جمهور، رئیس اجرایی پاکستان بود و قدرت تعیین نخست‌وزیر را داشت. پس از عملیات بازی جوانمردانه - اسم رمز عملیات برکناری ذوالفقار علی بوتو از قدرت - چودری به ریاست جمهوری خود ادامه داد اما هیچ تأثیری در عملیات دولتی یا امور نظامی و ملی نداشت.
پس از روابط جنجالی با ارتش، چودری با وجود اصرار رئیس ستاد ارتش و رئیس ستاد مشترک ارتش، تصمیم گرفت از سمت خود استعفا دهد. در ۱۶ سپتامبر ۱۹۷۸، چودری مسئولیت ریاست جمهوری را به ژنرال نظامی حاکم ضیاءالحق سپرد که جانشین وی به عنوان ششمین رئیس‌جمهور شد، علاوه بر این، مدیر ارشد حکومت نظامی و رئیس ستاد ارتش بود.

## درگذشت
چادوری در ۲ ژوئن ۱۹۸۲ در سن ۷۸ سالگی بر اثر بیماری قلبی درگذشت.